# Дифр

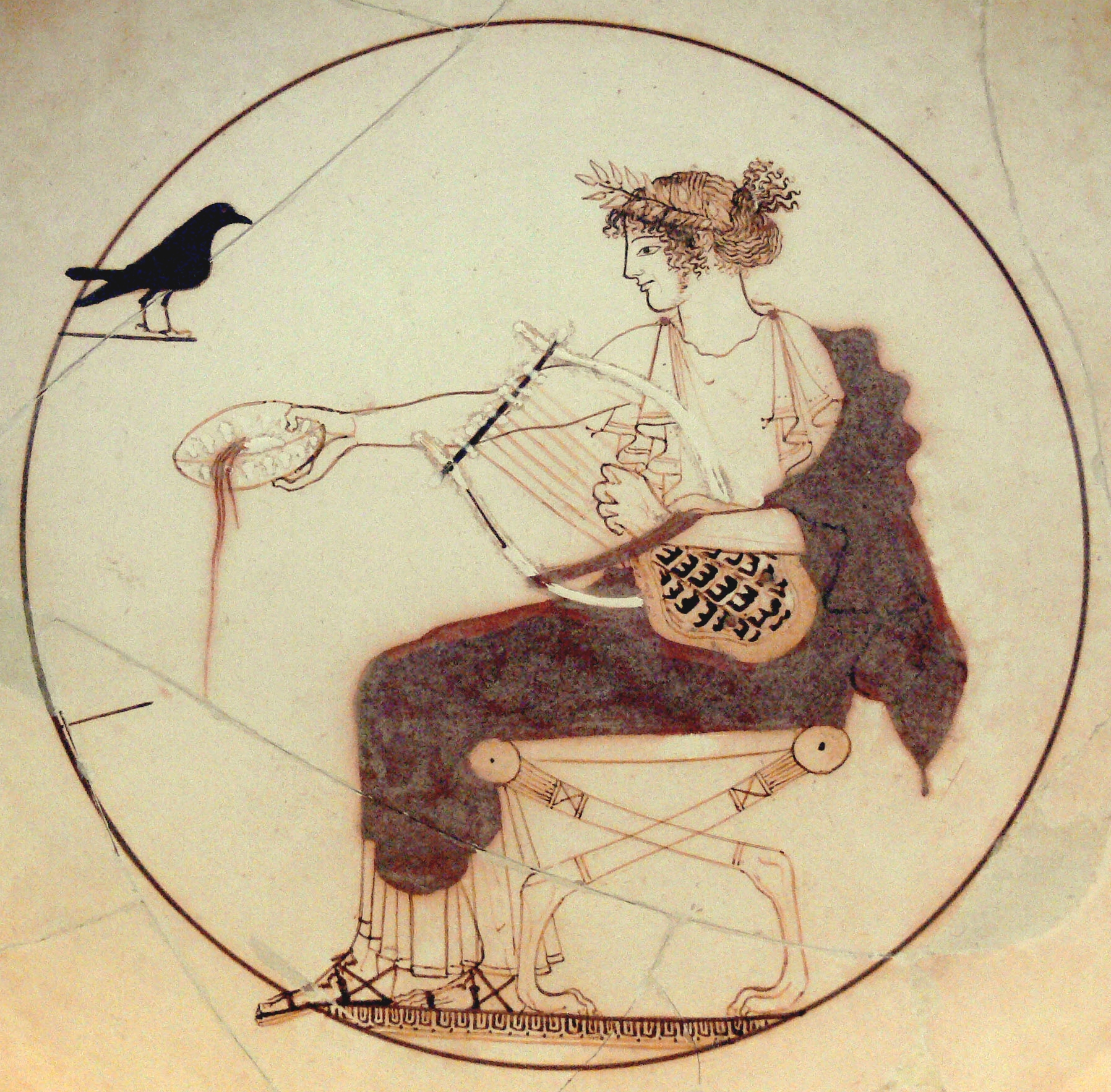
Аполлон сидит на дифре (около 460 года до н. э.)

Дифр (иногда дифрос, от др.-греч. δίφρος) — легкий табурет у древних греков и римлян (римляне называли его просто лат. sella, «стул»). Выполнялся с четырьмя ножками, расположенными вертикально или крестообразно (на рисунке), в последнем случае мог быть складным (др.-греч. δίφρος ὀκλαδίας). Сиденье состояло из перекрещенных ремней. Конструкция складного стула была заимствована у древних египтян (греки оформили ножки стула в виде звериных лап вместо поперечных планок, характерных для египетского складного стула).